# Senhora do Porto
Senhora do Porto – miasto i gmina w Brazylii, w stanie Minas Gerais. Znajduje się w mikroregionie Guanhães.